# Scotinotylus pollucis
Scotinotylus pollucis är en spindelart som beskrevs av Alfred Frank Millidge 1981. Scotinotylus pollucis ingår i släktet Scotinotylus och familjen täckvävarspindlar. Inga underarter finns listade i Catalogue of Life.